# Live in Tokyo (album de Gary Burton)
Pour les articles homonymes, voir Live in Tokyo.
Albums de Gary Burton
Gary Burton and Keith Jarrett
(1970) Alone at Last
(1971)
Live in Tokyo est un album live du vibraphoniste de jazz américain Gary Burton enregistré et commercialisé en 1971.

## Liste des titres
| No | Titre                 | Musique        | Durée |
| -- | --------------------- | -------------- | ----- |
| 1. | Ballet                |                |       |
| 2. | On the Third Day      |                |       |
| 3. | Sunset Bell           | Gary Burton    |       |
| 4. | The Green Mountains   | Steve Swallow  |       |
| 5. | African Flower        | Duke Ellington |       |
| 6. | Portsmouth Figuration |                |       |

## Musiciens
- Gary Burton : vibraphone
- Sam Brown : guitare
- Tony Levin : basse électrique
- Bill Goodwin : batterie